# (5491) Kaulbach
(5491) Kaulbach est un astéroïde de la ceinture principale.

## Description
(5491) Kaulbach est un astéroïde de la ceinture principale. Il fut découvert le 26 mars 1971 à l'Observatoire Palomar par Cornelis Johannes van Houten, Ingrid van Houten-Groeneveld et Tom Gehrels. Il présente une orbite caractérisée par un demi-grand axe de 2,18 UA, une excentricité de 0,13 et une inclinaison de 4,8° par rapport à l'écliptique.

## Compléments